# Piper J-5
O Piper J-5 Cub Cruiser é uma versão maior e mais potente do Piper J-3 Cub. O J-5 foi desenhado apenas dois anos após o lançamento do J-3 e se diferenciava por ter uma fuselagem mais larga (com o piloto sentando na posição mais a frente e dois passageiros sentados no assento traseiro). Equipado com um motor Continental de 75 hp (55 kW), conseguindo voar em velocidade de cruzeiro de 138 km/h (75 kn).

## Desenho e Desenvolvimento
Ao longo da Segunda Guerra Mundial, a Piper modificou a estrutura básica do J-5A. O J-5B era equipado com um motor Lycoming GO-145-G2, de 75 hp (55 kW). A versão mais avançada, o J-5C também foi construído como HE-1 (redesignado AE-1), um avião ambulância para a Marinha dos Estados Unidos, com espaço na fuselagem traseira para um paciente, capota fechada, um motor Lycoming O-235-2 (militar) ou O-235-B (civil) com sistema elétrico modernizado e trem de pouso redesenhado.
Após a guerra, a Piper parou de utilizar o sistema de designação J-X, sendo trocado pelo sistema PA-XX, com o J-5C se tornando o PA-12 Super Cruiser. O Super Cruiser foi mais popular que o J-5A, tendo 3.759 unidades construídas.
A Piper produziu uma versão de quatro assentos do Super Cruiser, com motor de 115 hp (85 kW). Essa aeronave foi designado como PA-14 Family Cruiser. O PA-14 foi a aeronave com menos sucesso entre os Cruisers, com somente 238 unidades construídas de 1947 a 1949.

## Variantes
- J-5: Variante com motor Continental A75-8, de 75 hp (55 kW);
- J-5A: Variante com motor Continental A75-9;
  - J-5A-80: Variante modificadas do J-5A com motor Continental A80-8, de 80 hp (59 kW);
- J-5B: Variante com motor Lycoming O-145-B, de 75 hp (55 kW);
- J-5C: Variante com motor Lycoming O-235-B, de 100 hp (74 kW);
  - J-5CA: Variante ambulância. Protótipo para a variante HE-1, da Marinha dos Estados Unidos;
  - J-5CO: Protótipo de uma variante de observação. Modificada como L-4X para ser o protótipo da versão militar do J-5, o L-14;
- J-5D: Variante com motor Lycoming de 125 hp (93 hp). Construído em 1946.

### Designações Militares
- YL-14: Protótipo de aeronave de ligação para a USAAF. Cinco unidades construídas;
- L-14: Variante de produção do YL-14. 845 unidades foram encomendadas, porém canceladas. Cinco unidades construídas foram convertidas como aeronaves civis;
- HE-1: Variante ambulância para a Marinha dos Estados Unidos, equipado com espaço com capota na fuselagem traseira, para a carga de um paciente. 100 unidades construídas. Redesignado como AE-1 em 1943;
- UC-83: Quatro J-5A postos em serviço no Panamá. Redesignado como L-4F;
- L-4F: Quatro UC-83 redesignados com 85 J-5A adicionais postos em serviço;
- L-4G: Aeronaves J-5B postos em serviço; 34 unidades construídas.

## Especificações (J-5)
Dados de: Piper Aircraft and their forerunners 
Descrições gerais
- Tripulação: 1 piloto
- Capacidade: 2 passageiros
- Comprimento: 6,86 m (23 ft)
- Envergadura: 10,82 m (35 ft)
- Altura: 2,08 m (6,8 ft)
- Peso vazio: 376 kg (829 lb)
- Peso bruto (carregado): 658 kg (1 450 lb)

Motorização
- Número de motores: 1x
- Tipo do motor: Lycoming GO-145-G2, Quatro cilindros opostos, 75 hp (55,9 kW)
- Descrição do propulsor/hélice: Hélice bipá, de madeira

Performance
- Velocidade máxima: 154 km/h (95,7 mph)
- Velocidade de cruzeiro (km/h): 138 km/h (85,7 mph)
- Alcance: 690 km (429 mi)
- Razão de subida: 2.3 m/s
- Tecto de serviço: 3 100 m (10 200 ft)

#### Desenvolvimento relatado
- Piper J-3 Cub
- Piper PA-12 Super Cruiser
- Piper PA-14 Family Cruiser

## Bibilografia
- Peperell, Roger W.; Smith, Colin M. (1987). Piper Aircraft and their forerunners. Tonbridge, Kent, Inglaterra: Air-Britain. ISBN 0-85130-149-5.
- Simpson, Rod (2001). Airlife's World Aircraft Airlife Publishing Ltd. ISBN 1-84037-115-3.